# Koprivnik, Kočevje
Koprivnik este o localitate din comuna Kočevje, Slovenia, cu o populație de 65 de locuitori.